# Sociologia de la cultura
La sociologia de la cultura és la branca de la sociologia que estudia quins elements formen la cultura (tant materials com relatius a símbols i normes) i com canvien al llarg del temps. Emparentada amb l'antropologia cultural, com a disciplina va sorgir al segle xix.
Les escoles principals es poden dividir en escola europea (es preocupa per l'aspecte teòric de la cultura i com afecta a la divisió social), l'escola britànica (analitza sobretot com la cultura influeix en altres aspectes socials) i l'escola estatunidenca (en relació amb les teories sobre els grups).
Alguns autors destacats d'aquest camp d'estudi són: Émile Durkheim, Michel Foucault, Pierre Bourdieu, Max Weber, Georg Simmel i els membres de l'escola de Frankfurt.

## Objecte d'estudi
L'objecte d'estudi de la sociologia de la cultura és la cultura sota totes les seves vessants.

### Etimologia
La paraula cultura prové del llatí. En aquesta llengua volia dir cultivar en el sentit de mantenir. I, efectivament, la cultura es manté, no és inherent a l’ésser humà. Però vigilem perquè sense cultura no seríem humans.
El terme pren un sentit més amb Ciceró que transforma el mot per a designar el procés d’aprenentatge d’uns coneixements valorats molt positivament per la societat. Ciceró parla de cultivar l’ànima, en llatí cultura animi.

### Significat
L’aportació de Ciceró ens fa veure que existeixen dues maneres de definir la cultura:
- l’antropòloga, que estudia tal com és la cultura de tot poble per a transmetre’ns-la de forma entenedora
- la filosòfica, que és el cultiu d’uns coneixements intel·lectuals valorats positivament per la societat

És d'hàbit començar tot estudi sobre la cultura oposant la natura a la cultura. I, també, és d'hàbit entendre allò que oposa aquestes dues concepcions de la cultura.
Per al filòsof la cultura és una acumulació de coneixement jerarquitzat. No naiexem cultes, ens hi hem d'esforçar. Cal un estudi perpetu que així i tot no farà més que aparentar que som cultes perquè la cultura general és relativa. Una societat determinada jerarquitzarà els punts culturals a destacar segons la seva pròpia cultura. És doncs un aprenentatge continuat. Però per a l'antropòleg ja som cultes tot néixer. El nostre entorn ens nodreix de cultura. No parla de coneixements a adqurir per a embellir l'ànima tal com ho proposa Ciceró. És el conjunt de pràctiques, idees i creences transmeses des de petits allò que ens fa cultes.
Per tant, tant per al filòsof com per a l'antropòleg la cultura s'aprén. S'oposa en aquest sentit la cultura ala natura per a subratllar el costat après de la cultura. La cultura no ens és inherent perquè són coneixements que hem d'adquirir mentre que la natura és el resultat dels nostres gens. Ens és inherent. La importància de posar de manifest aquesta oposició és perquè permet posar en relleu el significat de la cultura, una sèrie de coneixements de menes diverses que adquirim per la mimètica i l'ensenyament.

## Recerca científica sobre la cultura
En el moment d’estudiar la cultura els diversos autors que s’hi han dedicat han tingut la tendència de concebre la cultura com o bé un sistema adaptatiu o bé un sistema ideacional.
- La concepció adaptativa fou la primera que va sorgir i es nodreix de la teoria de l’evolució. A partir d’aquesta raona que la cultura és un element que sorgeix en el procés d’adaptació al medi per a sobreviure. Els canvis són tant bruscos en l’entorn de l’espècie humana i tant sovintejats que la millor manera que va trobar el cervell per a adaptar-se al seu entorn ecològic va ser aprendre cultura i transmetre-la als descendents. Això es veuria reflectit en la tecnologia i en la ideació que un grup pot arribar a fer de la realitat que l’envolta.[2]
- La concepció ideacional és la segona que va sorgir i es nodreix de la lingüística. A partir d’aquesta raona que la cultura no deixa de ser un conjunt de símbols que es transmeten a les generacions següents com a pautes de conducta. És a dir, la cultura seria una estructura que permet el control social.[2]

Paral·lelament la sociologia de la cultura neix del treball realitzat en el camp de l’antropologia sobre la cultura i se’n separa a mitjan segle xix a mesura que la sociologia com a ciència a banda pren forma.

### Estudis antropològics
Els primers estudis sobre cultura procedeixen de l'antropologia. No és fins que Émiles Durkheim emprèn el camí de la institucionalització de la sociologia a França que comencem a veure estudis sociològics sobre la cultura. Això vol dir que el corrent evolucionista va estar de vigar durant força temps.

#### Evolucionistes
Els primers estudis sobre la cultura són de caràcter evolucionista. Tenen un bagatge important relacionat amb la teoria de l’evolució de les espècies. És el producte de la seva època, però va ser el primer que va intentar definir la cultura. S’hi destaca Eward Burnett Tylor, per exemple, responsable d’haver aportat una primera definició dins el camp de l’antropologia.
Dins aquest esquema de pensament Mathew Arnold es va dedicar a aportar definicions i els primers estudis sobre cultura popular. En tant que evolucionistes, els treballs finals conceben una alta cultura, superior i evolucionada, i una baixa cultura, mancada de mèrit. Els esdeveniments polítics expliquen molts cops que hi hagi una mirada molt negativa contra les classes populars i tot allò sinònim a massificació és malvist. D’aquesta forma els treballs de Mathew Arnold acaben integrant-se dins el corrent evolucionista pel qual cultura i civilització són la mateixa cosa de manera que baixa cultura no és cultura pròpiament.

#### Particularisme històric
Després de l’etapa evolucionista, Franz Boas inicia una altra etapa de clara oposició amb l’evolucionisme. Els particularistes consideren que l’evolucionisme ha pecat en comparar societats anteriors amb les actuals. Cada cultura obeeix a trajectòries particulars que no es poden generalitzar. També hauria pecat en posar dins una mateixa bossa raça i cultura, d’aquí l’assimilació de cultura amb civilització. Per als particularistes la cultura són cultures perquè allò que és vàlid per a un grup, deixarà de ser-ho per al grup següent. Introdueixen doncs una mirada relativista que s'explica pel sentit particular que el corrent dona a fets culturals. Existeixen punts particulars que varen proporcionar una evolució posterior i per això no es pot dir que el corrent evolucionista estigués del tot encertat.

#### Culturalisme
Els culturalistes conceben la cultura com una xarxa de pautes que configuren a societat. És a dir, veuen la cultura com un superorgànic capaç d’ordenar la societat. La gran diferència entre particularistes i culturalistes és que els particularistes fan una lectura psicològica de la cultura mentre que els culturalistes consideren la cultura com una abstracció. El seu principal representat és Alfred Louis Kroeber, deixeble de Boas, però qui millor expressar aquesta estructura de pautes és Ward Goodenough. Defineix efectivament la cultura com allò que cal aprendre per a ser acceptat per aquella cultura de la qual hom vol ser membre.

### Estudis sociològics
Les diferències entre culturalistes i particularistes bifurquen els estudis d’antropologia de la cultura. Una primera línia s’apropa a la sociologia i estudia la cultura com a xarxa o superestructura que fa funcionar la societat sota unes pautes llegibles com a símbols mentre que la segona línia continua proporcionant una lectura psicològica, per tant, particularista, de la cultura.

#### Funcionalisme
Ja és dins el camp de la sociologia que apareix el funcionalisme per a rumiar la cultura. Els funcionalistes no es dediquen a entendre d’on procedeix la cultura, sinó que prefereixen entendre’n el per què existeix. I, com a resultat, la cultura faria la funció d’adaptabilitat al medi. Davant unes situacions similars i atesa la unitat psíquica de l’ésser humà, tota societat hauria proporcionat formes adaptades tot i que diverses al moment en què es trobaven. Un dels principals autors d’aquesta lectura és Bronislaw Mlinowski.

#### Marxisme
Per a Marx tota la nostra realitat deriva de les condicions materials d’existència. Per tant, no existeix cap ordre diví, tot estaria condicionat pel capital. Prova d’això la mateixa cultura que conforma una espècie de superestructura amb què es regeix la societat. La cultura serviria, segons Marx, per a dividir la població, perpetuar la diferència entre classes altes i baixes. Les altes se servirien de la cultura per a crear una superestructura amb què poden imposar un sistema econòmic i institucional.
Max Weber discrepa en alguns punts sobre Marx, però afegeix a aquesta lectura que l'estatut d'una persona fa crear subcultures que es basen en l'ètnia, la religió, la regió, l'ocupació, el gènere, etc. L'element de discrepància ens porta cap a Georg Simmel. Weber entén que la materialitat no és sempre l'element que produeix la cultura perquè pot haver-hi un diàleg a la inversa. És Georg Simmel qui ho expressa millor. Segons l'autor, existeix una cultura objectiva que són els objectes reals que toquem i que són culturals, així com existeix la cultura subjectiva que és la ideologia que ha donat forma a aquests objectes. Simplement, seguint la lectura de Weber, hi ha un diàleg per ambdues bandes. La cultura objectiva crea la cultura subjectiva i a la inversa.

#### Estructuralisme
L'estructuralisme es dedicaria a entendre el principi que fa funcionar cada cultura. És a dir, tracta de descobrir el què o el com funciona una estructura cultural perquè entén dins les teories ideacionistes que la cultura no és més que una xarxa de pautes que conformen la realitat.
Sovint es posa l'èmfasi en els treballs d'Émile Durkheim, el qual considera que existeixen diverses relacions entre cultura i societat:
- una relació lògica; el poder sobre els individus pertany a certes categories culturals
- una relació funcional; alguns mites i rituals creen o construeixen l'ordre social
- una relació històrica; la cultura té els seus orígens a la societat i de les seves experiències va sorgir l'evolució dels sistemes de classificació actuals

## Eines de la sociologia de la cultura
La sociologia de la cultura es fa recolzar per diversos eixos com ara:
- el teòric: correspon a l'estudi de grups concrets
- l'heurístic: correspon a l'anàlisi sobre els aspectes que mantenen unit tot un grup social
- l'axiològic: correspon a l'examen de la forma com es construeixen els processos que donen una idenitat a diferents grups socials

## Els elements de la cultura
Malgrat que dues cultures poden divergir enormement es troben punts o elements comuns que permeten parlar de cultura:
- Símbols: qualsevol cosa portant un significat especial i reconegut per les persones que comparteixen la mateixa cultura
- Idioma: un sistema de símbols que permet a les persones intercomunicar-se.
- Valors: convencions culturalment definides sobre desigs, bondat, bellesa i moltes altres coses, que serveixen com a guies generals per a la vida en societat
- Creences i religions: declaracions específiques que les persones prenen com a veritables
- Normes: regles i expectatives que guien el comportament dels membres d'una societat. Les dues tipologies de normes són l'ètica i els costums. L'ètica correspon a les normes àmpliament observades i que tenen un significat moral mentre que els costums són les normes d'ús quotidià, d'interacció casual.
- Artefactes: objectes materials diferents com l'arquitectura, les tecnologies i les creacions artístiques
- Institucions socials: patrons d'organització i de relació en matèria de govern, producció, socialització, educació, creació de coneixement, arts, tot plegat en realció a altres cultures
- Arts i literatura: producte de la imaginació humana materialitzada en art, música, literatura, cinema, història o ball
- Organització social: estructura per la qual s'organitzen els membres d'un grup en nombres més petits per a complir requeriments culturals específics